# Prigioniero del passato
Prigioniero del passato (The Return of the Soldier) è un film del 1982 diretto da Alan Bridges.
Il soggetto del film, presentato in concorso al Festival di Cannes 1982, è tratto dal libro The Return of the Soldier (1918) della scrittrice britannica Rebecca West.

## Trama
Un giovane ufficiale inglese torna dalla prima guerra mondiale dopo essere stato ferito in maniera grave alla testa e diventa affetto da amnesia. Ad assisterlo, la possessiva moglie Kitty, l’affezionata cugina Jenny e il vecchio amore di gioventù Margaret.